# Pavillon Adile Sultan
 (octobre 2023).
Le Pavillon Adile Sultan (en turc : Adile Sultan Kasrı) est un édifice historique situé dans le quartier d'Üsküdar à Istanbul. Il a été construit par le sultan ottoman Abdülaziz en 1853 pour sa sœur cadette Adile Sultan.

## Description
Son architecte est Nigoğos Balyan, d'origine arménienne, diplômé de Paris Saint-Barbe Architecture.
L'entrée du bâtiment au plan rectangulaire est accessible par un magnifique escalier à double volée. L'entrée s'ouvre sur des paliers aux premier et deuxième étages. Ces espaces sont séparés du hall par trois marches et garde-corps. L'édifice est actuellement utilisé comme lieu d'enseignement. La première série de films de La classe Hababam a été tournée ici et l'une des salles a été aménagée en musée de la classe Hababam. 

## Galerie

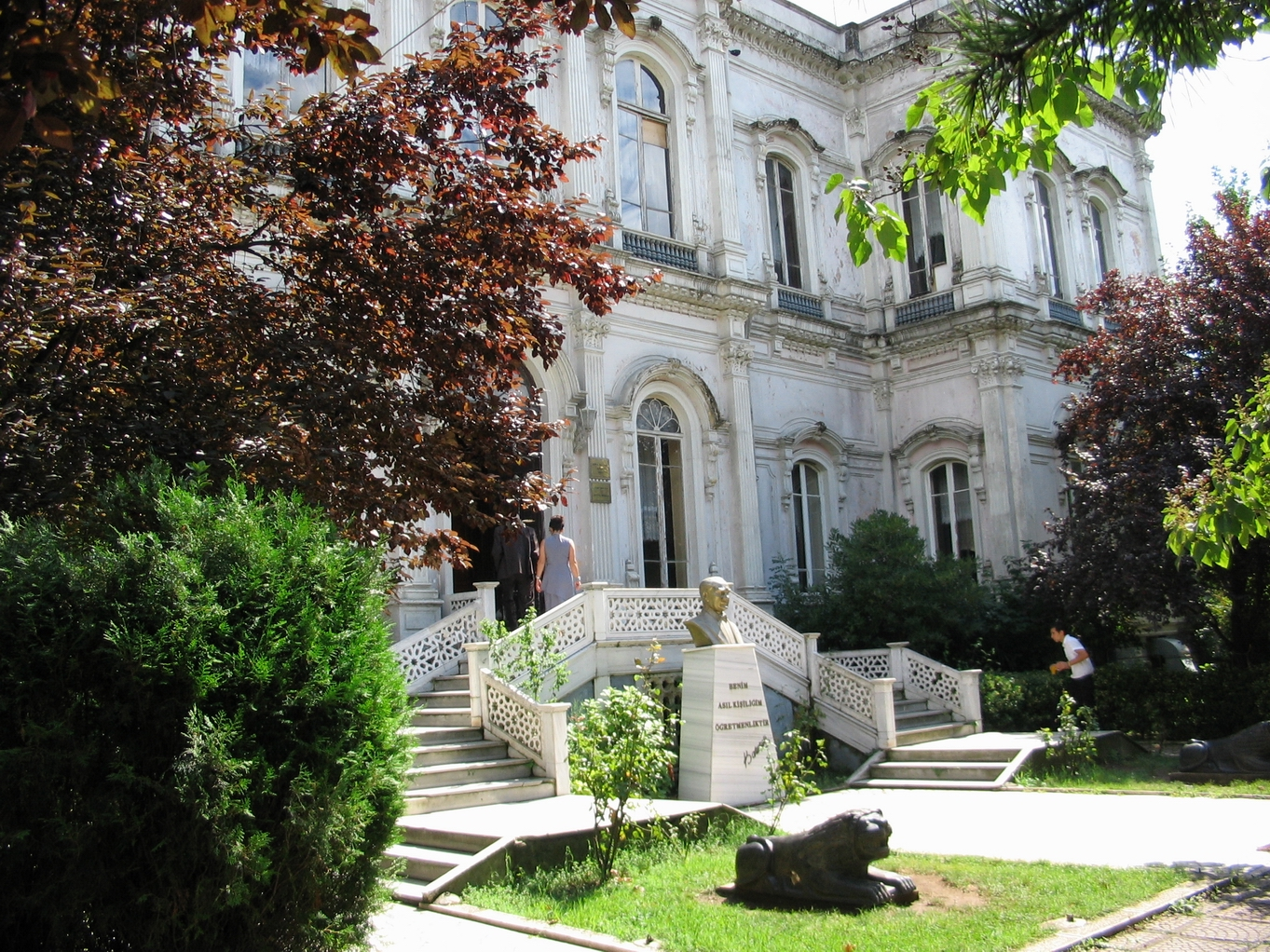
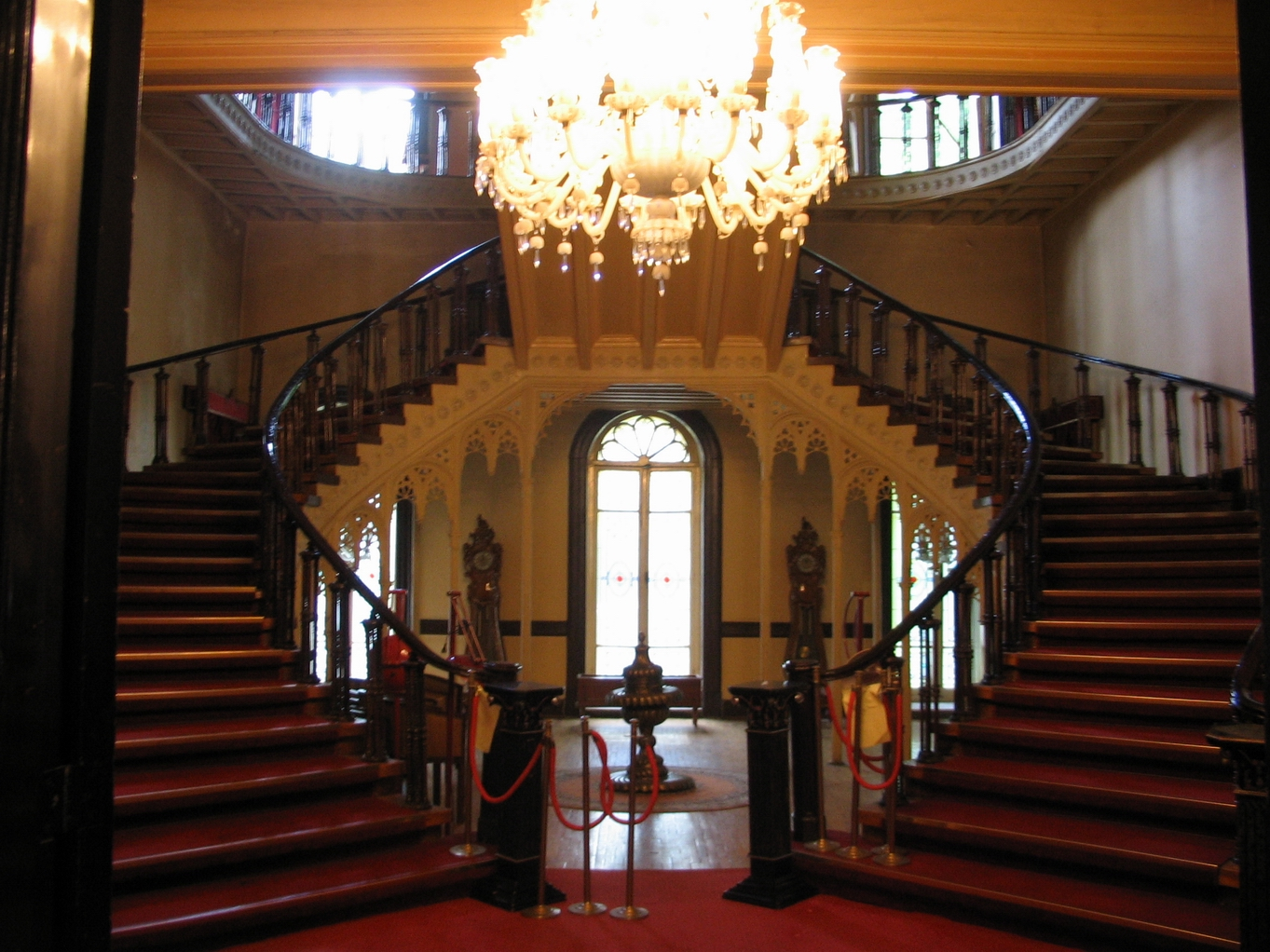
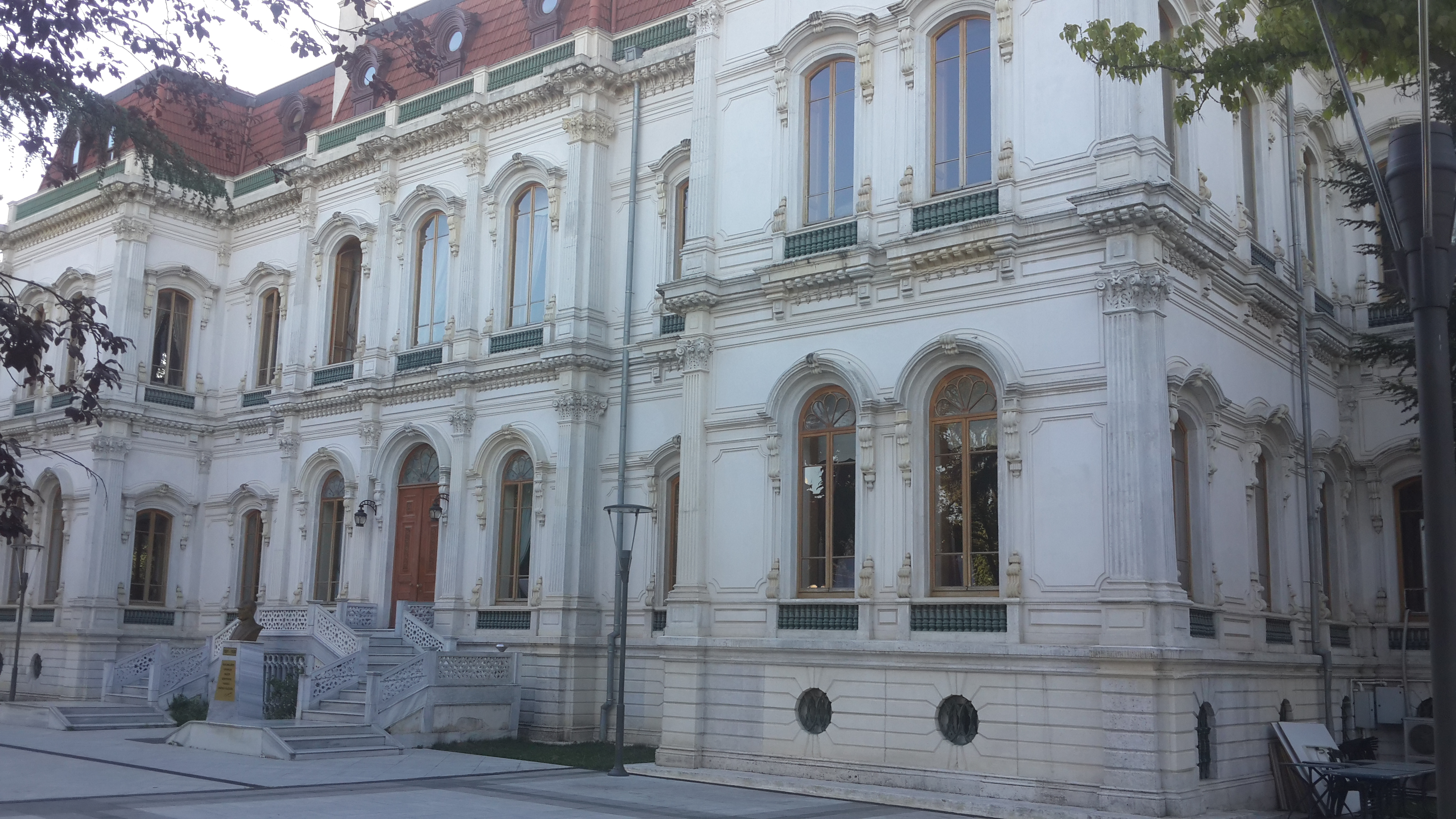